# 黄家湾站
黄家湾站是长沙地铁3号线的地铁车站，位于中华人民共和国湖南省湘潭市雨湖区潭州大道与富家路交叉口南侧，于2023年6月28日开通。

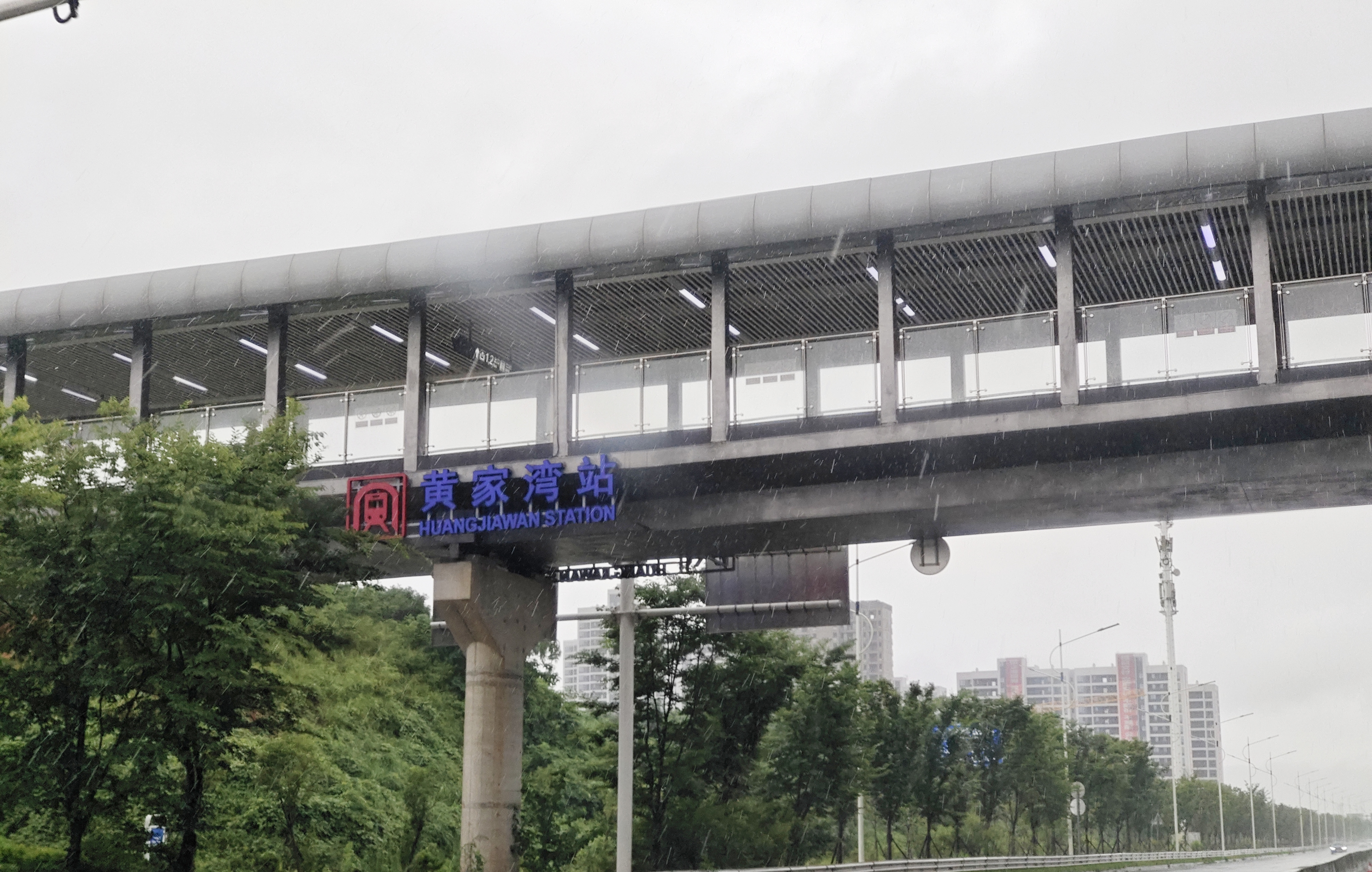
黄家湾站出口天桥.jpg

## 车站结构
黄家湾站位于潭州大道与富家路交口南侧，沿潭州大道主路西侧大致呈南北向布置，长122米，宽18.4米，为高架三层岛式站台车站。
| 地上三层 | 轨道（东）         | · 3号线往广生 （双湖）       |
| 地上三层 | 岛式站台，左侧开门 |                              |
| 地上三层 | 轨道（西）         | · 3号线往湘潭北站 （船形山） |
| 地上二层 | 站厅               | 客服中心、自动售票机、验票机 |
| 地面     | 出入口             | 1-4出入口                    |

## 车站出口
黄家湾站共设4个出口，各出口及周围设施如下所示：
|                           |      |            |                                  |              |
| 出口编号                  | 照片 | 无障碍通道 | 地点                             | 可到达目的地 |
| 出口 · 1L · 升降机标志    |      |            | 潭州大道（东侧）                 | 仁伦村       |
| 出口 · 2L · 扶手电梯标志  |      | 不適用     | 潭州大道（东侧）、富家路（南侧） | 傅家坡       |
| 出口 · 3L · 扶手电梯标志  |      | 不適用     | 潭州大道（西侧）                 | 干冲子       |
| 出口 · 4L · 升降机标志    |      |            | 潭州大道（西侧）                 |              |
| 註： 設有 \| 設有扶手電梯 |      |            |                                  |              |

## 接驳交通

### 公交车
- 黄家湾地铁站：D82路

## 车站历史
- 2021年1月15日，车站主体结构封顶[3]。
- 2023年6月28日，随西环线通车一同开通[1]。
- 2024年6月27日，该站被纳入3号线范围。